# Турбийон (стадион)
Турбийон (фр. Stade Tourbillon, дословно — «вихрь») — многофункциональная спортивная арена, расположенная в городе Сьон, Швейцария. В основном используется для проведения футбольных матчей, является домашней ареной для клуба «Сьон». Стадион был построен в 1968 году и вмещал 16 000 человек. В 1989 году была проведена реконструкция стадиона, после которой вместимость стадиона составила 19 600 человек.